# ミルキーウェイ (競技馬)
ミルキーウェイ（競走馬名：シルバータイセイ）は、日本の競走馬、馬術競技馬。競走馬引退後に乗馬として供用される。障害馬術競技馬として1988年ソウルオリンピック、1990年世界馬術選手権、1992年バルセロナオリンピックに出場した。

## 経歴
1981年6月2日、北海道静内郡静内町の岡野牧場で誕生。父シルバーランド、母タイセイランドで、父はシンザンの血統にあたる。
1984年に栗東・高橋成忠厩舎からデビューし、20戦1勝の成績を残す。競走馬引退後に乗馬としてミルキーウェイと名前を変える。競技能力が見込まれて九州の乗馬クラブで繋養されるが、扱いの難しさから乗馬クラブを転々とした。
1986年3月、5歳馬のときに貿易業を営みながら姫路でスタッグ乗馬クラブを経営していた澤井孝夫に引き取られる。以後、乗馬クラブでリトレーニングを受け、澤井の騎乗で1988年ソウルオリンピックで62位、1990年のストックホルムの世界馬術選手権で57位となる。さらに杉谷乗馬クラブに移籍。1992年バルセロナオリンピックには奥野竜三の騎乗で出場し39位だった（調教は澤井と騎乗者の奥野によるとされる）。

## 血統表
| シルバータイセイの血統（ボワルセル系（セントサイモン系）） | シルバータイセイの血統（ボワルセル系（セントサイモン系）） | シルバータイセイの血統（ボワルセル系（セントサイモン系）） | （血統表の出典）            | （血統表の出典） |
| 父 シルバーランド 1970 芦毛                                | 父の父シンザン 1961 鹿毛                                   | ヒンドスタン(GB)                                           | Bois Roussel                | Bois Roussel     |
| 父 シルバーランド 1970 芦毛                                | 父の父シンザン 1961 鹿毛                                   | ヒンドスタン(GB)                                           | Sonibai                     |                  |
| 父 シルバーランド 1970 芦毛                                | 父の父シンザン 1961 鹿毛                                   | ハヤノボリ                                                 | ハヤタケ                    | ハヤタケ         |
| 父 シルバーランド 1970 芦毛                                | 父の父シンザン 1961 鹿毛                                   | ハヤノボリ                                                 | 第五バツカナムビユーチー    |                  |
| 父 シルバーランド 1970 芦毛                                | 父の母ヤサカランド 1959 芦毛                               | ヤサカ(NZ)                                                 | Summertime                  | Summertime       |
| 父 シルバーランド 1970 芦毛                                | 父の母ヤサカランド 1959 芦毛                               | ヤサカ(NZ)                                                 | Oleno                       |                  |
| 父 シルバーランド 1970 芦毛                                | 父の母ヤサカランド 1959 芦毛                               | ホワイトランド(NZ)                                         | Moorcock                    | Moorcock         |
| 父 シルバーランド 1970 芦毛                                | 父の母ヤサカランド 1959 芦毛                               | ホワイトランド(NZ)                                         | Tamineh                     |                  |
| 母 タイセイランド 1976 栗毛                                | 母の父ネプテユーヌス(FR) 1961 黒鹿毛                       | Neptune                                                    | Crafty Admiral              | Crafty Admiral   |
| 母 タイセイランド 1976 栗毛                                | 母の父ネプテユーヌス(FR) 1961 黒鹿毛                       | Neptune                                                    | Timely Tune                 |                  |
| 母 タイセイランド 1976 栗毛                                | 母の父ネプテユーヌス(FR) 1961 黒鹿毛                       | Bastia                                                     | Victrix                     | Victrix          |
| 母 タイセイランド 1976 栗毛                                | 母の父ネプテユーヌス(FR) 1961 黒鹿毛                       | Bastia                                                     | Barberybush                 |                  |
| 母 タイセイランド 1976 栗毛                                | 母の母エリーナターフ 1965 鹿毛                             | フエリオール(FR)                                           | Fastnet                     | Fastnet          |
| 母 タイセイランド 1976 栗毛                                | 母の母エリーナターフ 1965 鹿毛                             | フエリオール(FR)                                           | Aisse                       |                  |
| 母 タイセイランド 1976 栗毛                                | 母の母エリーナターフ 1965 鹿毛                             | キーンランド                                               | Chief Barker                | Chief Barker     |
| 母 タイセイランド 1976 栗毛                                | 母の母エリーナターフ 1965 鹿毛                             | キーンランド                                               | マリーアデル(USA) F-No.22-d |                  |
| 出典                                                       | 1.                                                         | 1.                                                         | 1.                          | 1.               |

## 備考
- 1997年の全日本サラブレッドカップなどを制したトミケンライデンも、競走馬引退後「ミルキーウェイ」の名で競技馬となっている[5]。
- 2024年パリオリンピックの馬術競技にもオーストラリアからMILKY WAYという競技馬が出場している[6]。